# 잭 코닉
잭 코닉(Jack Koenig, 1959년 5월 14일 ~ )은 미국의 배우, 영화배우, 텔레비전 배우이다.

## 영화
- 법과 질서 - 뉴욕 특수수사대 (2001년)
- 소유자 (1996년)
- 아이큐 (1994년)
- 법과 질서 (1990년)
- 애즈 더 월드 턴즈 (1956년)